# عقارب (تونس)
عقارب  هي مدينة تونسية تقع على بعد حوالي عشرين كم غرب مدينة صفاقس.

تتبع المدينة ولاية صفاقس إداريا، وتكوِّن بلدية يقطنها 513 11 ساكن في 2014، وهي كذلك مركز معتمدية تحمل نفس الإسم يقطنها 841 35 ساكن.

شيدت المدينة حول زاوية لمرابط من القرن الرابع عشر اسمه إبراهيم بن يعقوب سيد عقارب.

تقع المدينة على حد بستان الزيتون الكبير لمدينة صفاقس في أرض زراعية رعوية. يوجد في المدينة منطقة صناعية مهمة بها خاصة أحد أكبر مصانع الخزف والخزف الحجري في البلاد.
تشتهر المدينة بمهرجان الفروسية بعقارب مع ألعاب الفروسية  "بالمشاف"، وسباقات الخيل والرماية والمداوري